# Quartera (edifici)
Una quartera, també botiga del forment o botiga del blat, era un edifici públic on antigament es venien cereals i llegums. El mot ha estat particularment viu a les Balears.

## A Mallorca
El mot es documenta a partir de principis del segle xiv com a magatzem o botiga dels forments.
Porreres
A Porreres, la Quartera (sa Cortera) és una casa d'origen medieval de dues plantes d'alçat que tenia la funció de magatzem de grans.
Felanitx
A Felanitx, l'ajuntament constitucional de 1823 volgué construir un edifici per vendre-hi gra, però no pogué dur a terme l'obra i l'edifici es construí en els anys 1840-1844, a l'actual plaça del rei Jaume II. Destinat a la compravenda de cereals i llegums, al pis superior hi hagué una escola. L'any 1933 fou enderrocat, i el seu portal, obra de l'arquitecte català Llorenç Rovira, va ser traslladat a l'edifici dels baixos de la Rectoria.
Santa Maria
A Santa Maria del Camí l'any 1648 el virrei va ordenar als jurats de la vila que havien de disposar d'una casa per quartera, una a Santa Maria i una altra a Santa Eugènia. El 1672 encara l'Audiència urgeix que el blat no es pugui vendre a cases particulars sinó que es faci un porxo per quartera. Les obres es degueren acabar devers el 1679.
Ciutat
A la ciutat de Mallorca, la quartera era el dipòsit oficial de grans de la ciutat, i tenia la missió essencial d'assegurar l'abastament públic de cereals. Ha donat nom a la plaça de la Quartera. A la quartera s'emmagatzemava el blat, es custodiava, es porgava, es mesurava i posteriorment es distribuïa. Hi treballaven diversos funcionaris, com a sobreposats, a més dels treballadors que porgaven i mesuraven el blat. Els porgadors o garbelladors i els mesuradors estaven constituïts en un mateix col·legi, que data del segle xvi i tenia per patró la Visitació de Maria, celebrada el 2 de juliol, que no veneraven en cap capella determinada. L'escut del col·legi consistia en una barcella i un garbell.
La Quartera de la ciutat surt documentada el 1247, quan el Rei en Jaume, en una actualització de les Franqueses de Mallorca, autoritzà els prohoms i habitadors de la ciutat a fabricar la quartera. Almenys del segle xv ençà es localitzava en la plaça de la Quartera, en un edifici situat enmig de la plaça, mirant a llevant. Tenia els típics pòrtics o porxades, que servia de magatzem provisional, i que, segons indica la nota adjunta del segle xv, fou centre d'atenció dels lladres: «que algú no gos furtar ne prendre del blat dels sacs que romanen dessús lo porxo de la Quartera gran cantitat ne poca, sots pena de penjar per lo coll». Després d'uns anys d'amenaçar ruïna i d'algunes indecisions de l'Ajuntament sobre la conveniència de restauració, fou enderrocat el 1875.
La Quartera era una institució especialment essencial en èpoques de crisi de subsistència, quan l'alimentació de la població de tota l'illa depenia de les importacions de blat -l'anomenat blat de la mar, precisament perquè aquest gra arribava per via marítima-, que era emmagatzemat en els seus dipòsits i, posteriorment, distribuït. El 1747 la Quartera distribuïa blat als 55 forns que hi havia a Palma. El concessionari de la Quartera tenia la gràcia reial de les agranadures, que consistia en la recollida i aprofitament dels grans de blat que, després de venut o retirat el munt, quedaven en terra.